# Selomó ben Reubén Bonafed
Selomó ben Reubén Bonafed fue el último gran poeta hispanohebreo de Sefarad, nacido entre 1370 y 1380, posiblemente en Lérida (antigua Corona de Aragón), pasó algunas temporadas en Serós y en Tárrega, y largo tiempo en Zaragoza.
Fue testigo de la Disputa de Tortosa y de las conversiones forzosas que le sucedieron, hechos que impactaron fuertemente en su estado de ánimo y obra.
Su estilo fue muchas veces satírico. Abundan en sus obras las diatribas contra adversarios y las redacciones con sentido polémico, como la crítica al cristianismo o a los conversos.
En sus últimos años hubo de abandonar Zaragoza después de enemistarse con algunos dirigentes comunitarios, por lo que pasó a residir en Belchite.